# Susanne Wiest
Susanne Wiest, född den 16 januari 1967, är en tysk basinkomstaktivist och dagmamma från Greifswald (ursprungligen från Dillingen an der Donau). Hon blev känd för allmänheten 2009 genom en namninsamling (online) för basinkomst riktat till den Förbundsdagen (Bundestag). 52.973 personer skrev under namninsamlingen och för första gången sedan namninsamlingar online införts 2005 bröt servern som projektet låg på ihop. På grund av osäkerheten om hur många personer som uteslutits från att kunna delta i namninsamlingen på grund av de tekniska svårigheterna så godkändes en offentlig utfrågning i Förbundsdagen. Utfrågningen ägde rum måndag den 8 november 2010. I efterdyningarna av utfrågningen inbjöds Wiest till många framträdanden i medierna. I parlamentsvalet 2009 ställde Susanne Wiest upp som oberoende kandidat för valkretsen Greifswald–Demmin–Ostvorpommern och nådde 1,2 procent av den primära omröstningen där. 